# ダインコープ・インターナショナル

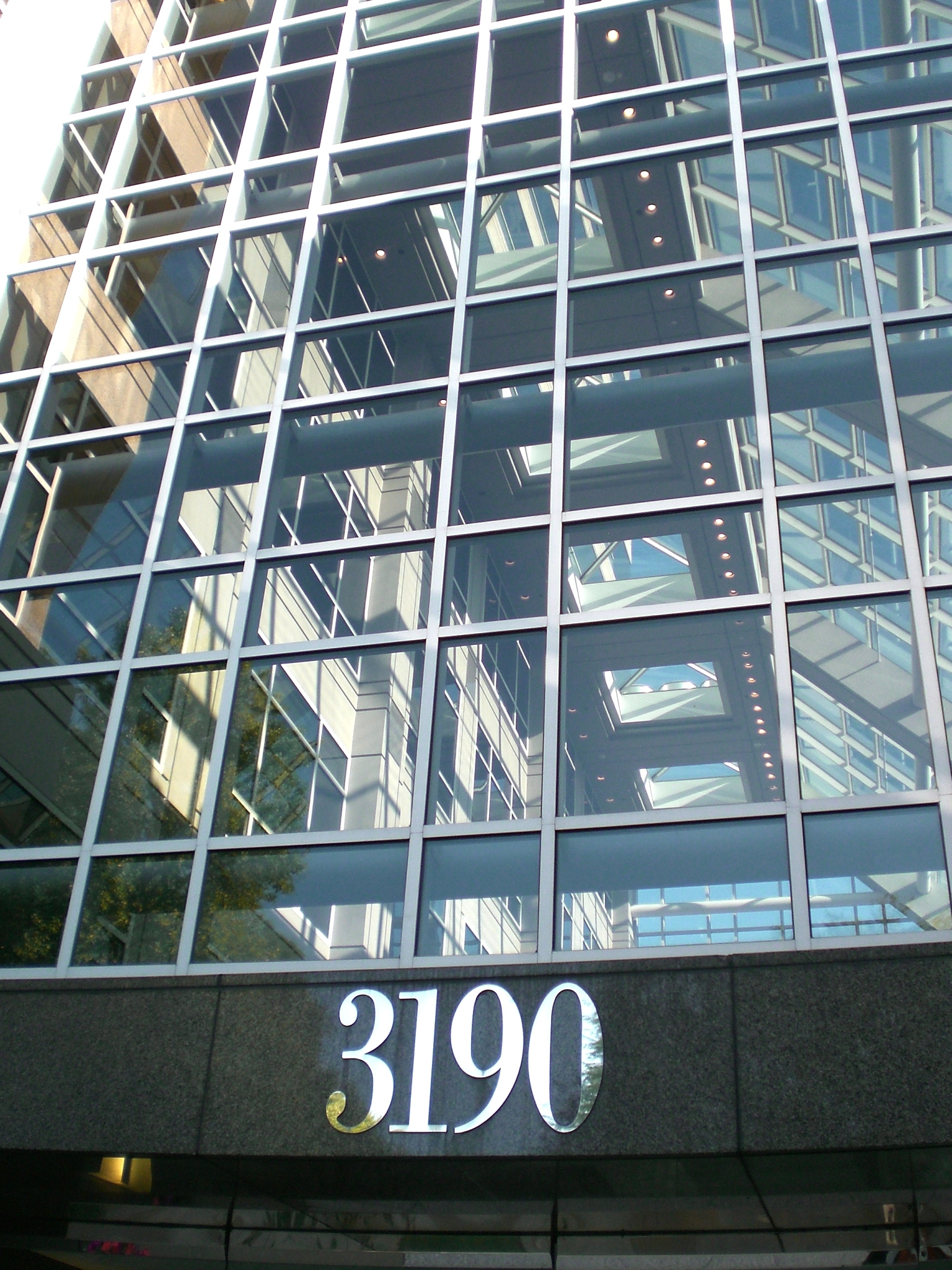
ダインコープ社の本社ビル

ダインコープ・インターナショナル (DynCorp International) は、アメリカ合衆国に本拠を置く民間軍事会社である。航空機メンテナンス業も行なっている。1946年設立。
ボリビアやクウェートなどにアメリカ合衆国軍とともに展開し、軍事サービスを提供している。

## 歴史

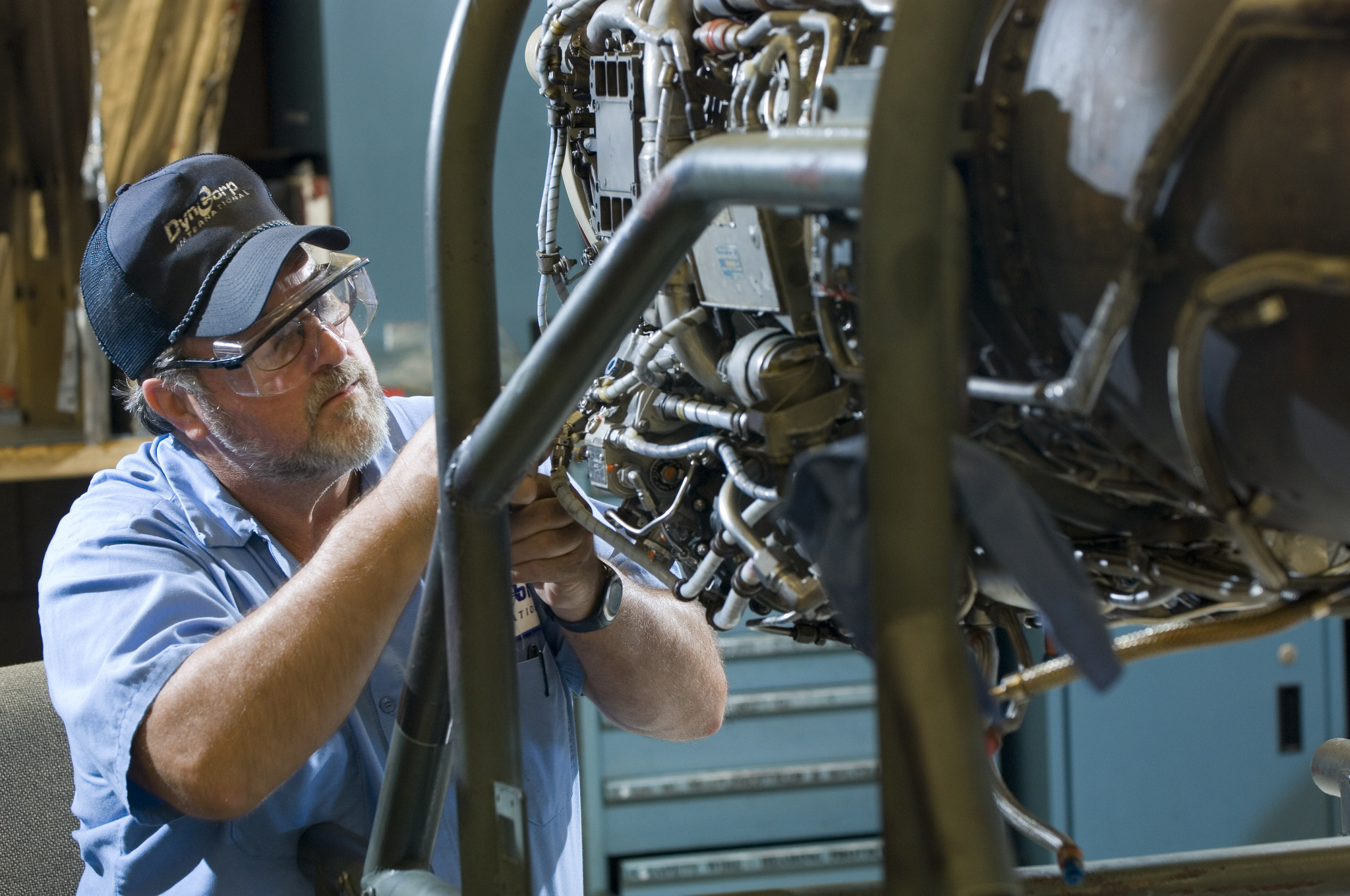
航空機を支援するダインコープ従業員

1946年、カリフォルニア・イースタン・エアウェイズ(California Eastern Airways)として創業する。朝鮮戦争で第二次世界大戦の退役パイロットによる支援業務を行い、1962年にダイナレクション・コーポレーション(Dynalectron Corporation)に改名。1987年に現在のダインコープという名義となった。

## 業務
- 航空支援「近接航空支援」
- 開発・整備業務

## 活動実績

### 朝鮮半島
航空支援、近接航空支援、朝鮮戦争、第二次世界大戦の退役パイロットのリクルート、主にアメリカ合衆国軍。

### 東南アジア
航空支援、近接航空支援、ベトナム戦争、枯葉剤の空中散布、クラスター爆弾、ナパーム弾など使用目的の戦闘用航空機を運用。

### ラテンアメリカ
航空支援、近接航空支援、コロンビア政府が麻薬密売組織を解体する際、枯葉剤を空中散布するためのヘリコプターを運用。

### 中東および中央アジア
航空支援、近接航空支援、警備、イラク、アフガニスタン、現地の治安部隊の訓練指導や戦闘用航空機の運用などを担当した。

## 法的問題
1999年、ダインコープの社員が13歳、14歳前後の少女の人身売買・性的虐待に関与していたことが判明し、スキャンダルとなった 。
また、アフガニスタンでは警備要員が民間人へ発砲した上、アフガニスタン警察を訓練する際にその後雇用されたイタリアなどヨーロッパの国家憲兵に比べて指揮系統がはっきりせず、訓練プログラムも実戦的でなかったという(一方、ダインコープ側も訓練時に不適格と判断した警官を解雇する権限がなかったという)。
その他、イラクでの業務にて整備要員として経験のない者達を雇用していたことも問題視された。

## 同業の企業
- ブラックウォーターUSA